# Haplophthalmus apuanus
Haplophthalmus apuanus är en kräftdjursart som beskrevs av Karl Wilhelm Verhoeff1908. Haplophthalmus apuanus ingår i släktet Haplophthalmus och familjen Trichoniscidae. Inga underarter finns listade i Catalogue of Life.